# Jan de Natris

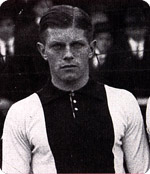
Jan de Natris

Johannes Daniel „Jan“ de Natris (* 13. November 1895 in Amsterdam; † 16. September 1972 ebenda) war ein niederländischer Fußballspieler. Mit seinem Heimatverein AFC Ajax wurde er zweimal Niederländischer Meister; mit der Nationalmannschaft gewann er die Bronzemedaille bei den Olympischen Spielen 1920 in Belgien.

## Karriere

### Verein
Jan de Natris, meist Jen gerufen, war ein Arbeiterkind aus Amsterdam; dass der junge Mann im Fußball Karriere machte, war zu seiner aktiven Zeit noch ungewöhnlich; die meisten Fußballer stammten damals aus bürgerlichen, oft akademisch gebildeten Familien. In der Jugend spielte de Natris bei Swift und Blauw Wit in Amsterdam. Als 18-Jähriger ging er 1914 zum AFC Ajax, dem Verein, der von Schülern höherer Bildungseinrichtungen gegründet worden war, die „wie der Name bereits aussagte die Odyssee kennen mussten, was in Arbeiterkreisen kaum vorkam.“ Schon als junger Mann fiel er als großmäuliger Meckerer auf; in seiner ersten Zeit bei Ajax spielte der Außenstürmer in der zweiten Mannschaft – versäumte es aber nach keinem Spiel, sich beim Vorstand zu beschweren, dass er viel zu gut für die Zweite sei und eigentlich in die Erste gehöre. De Natris war beidfüßig und schnell – die 100 Meter lief er in 11,1 Sekunden – und spielte meist Rechtsaußen, wurde öfter aber auch auf der linken Seite eingesetzt. Seine Ansprüche konnte er meist mit entsprechenden Leistungen auf dem Platz rechtfertigen. Zwar war er lauffaul und stand gern das Spiel beobachtend auf dem Feld, doch wenn er dann in Aktion kam, konnte er blitzschnell eine Situation überblicken, den Ball erobern und ihn dahin befördern, wo er ihn haben wollte – sei es in die richtige Position für eine passgenaue Flanke, sei es drei, vier Gegenspieler umdribbelnd bis zum Torschuss.
Nachdem Ajax in der Saison 1916/17 in die Eerste klasse aufgestiegen war, konnte das Team sich in der folgenden Spielzeit den ersten niederländischen Meistertitel sichern. Im entscheidenden Spiel der Endrunde in Tilburg bei Willem II kam er jedoch nicht zum Einsatz – er hatte den Zug verpasst und war danach in Amsterdam geblieben. Der Verein brummte ihm eine Strafe von zehn Cent auf, die der exzentrische Star jedoch nie bezahlte. Auch im Folgejahr wurde der AFC Ajax Meister, doch erneut war de Natris in den Endrundenspielen nicht dabei: er saß eine sechsmonatige Sperre ab, weil er sich auf dem Spielfeld geprügelt hatte.
Dennoch wurde er einer der ersten „Stars“ des niederländischen Fußballs, und im Jahr 1921 war de Natris einer der Namen, die als Spieler für den BVC Amsterdam im Gespräch waren. Der Beroeps Voetbal Club, deutsch „Berufsfußballklub“, sollte der erste „echte Profiverein“ in den Niederlanden werden. Doch der Profifußball wurde vom Niederländischen Fußballbund NVB untersagt, Vereinen unter der Hand mit Ausschluss gedroht, die eine Profimannschaft an den Start schicken wollten. Da sich so der bezahlte Auftritt auf dem Fußballfeld zerschlagen hatte, ließ sich de Natris – von Beruf Handelsreisender auf Provisionsbasis – noch 1921 zu einem Wechsel zum Lokalrivalen De Spartaan überreden. Zwei Jahre später kehrte er zu Ajax zurück, ehe er 1925 für einige Jahre zu Vitesse nach Arnhem ging. Beide Wechsel brachten ihm vermutlich eine gute „unter der Hand“ gezahlte Transfersumme ein; Beweise dafür gab es nie.
Sein Wirken hatte beim AFC Ajax, zu dem er nach seiner Arnhemer Zeit erneut zurückkehrte, einen langen Nachhall: Im Jubiläumsbuch zum 50-jährigen Vereinsbestehen 1950 wurde er als „Bester Spieler, der je bei Ajax aktiv war“ geehrt. Und mehr als fünfzig weitere Jahre später schrieb Jan Luitzen über de Natris, dass „von ihm heute noch gesagt wird, er sei genialer gewesen als Cruijff.“

### Nationalmannschaft
Sein Debüt in der Nationalmannschaft gab Jan de Natris im vierten Match der Niederländer nach dem Weltkrieg am 5. April 1920. Gegen Dänemark spielte de Natris rechts, sein Ajax-Mannschaftskamerad Jan van Dort halbrechts, Boelie Kessler vom HVV stand als Mittelstürmer in der Spitze. Oranje siegte mit 2:0 durch Tore von de Natris und Kessler. Auch in den nächsten beiden Testspielen für die Olympischen Spiele 1920 stand er im Team: einem Unentschieden in Genua gegen Italien folgte eine 1:2-Niederlage in Basel gegen die Schweiz, bei der de Natris den Treffer der Niederländer erzielte.
Beim olympischen Fußballwettbewerb in Brüssel und Antwerpen gehörte de Natris zunächst im Angriff der niederländischen Mannschaft zur Stammformation, und zwar als Linksaußen, da für die rechte Seite bereits Oscar van Rappard gesetzt war. Eins seiner wichtigsten und schönsten Tore erzielte de Natris dabei im Viertelfinale gegen Schweden. Nachdem Jaap Bulder, der zuvor im Match gegen Luxemburg sein Debüt im Oranje-Dress mit einem Tor gekrönt hatte und erneut seine Chance in der Startelf erhielt, kurz vor Schluss per Elfmeter für den 4:4-Gleichstand gesorgt hatte, war es in der Verlängerung de Natris, der den Halbfinaleinzug der Niederlande perfekt machte: „Dampf aufnehmen an der Seitenlinie, nach innen schwenken, ein bis drei Männlein umsegeln und mit rechts abschließen ins kurze linke Eck“, so schildert Jan Luitzen das Siegtor.
Was folgte, wurde später als De Schande van de Schelde („die Schande von der Schelde“) bekannt. Die Mannschaft war mit einem von der niederländischen Regierung zur Verfügung gestellten Schiff, der Hollandia, nach Antwerpen gereist. Während der Spiele blieben die Spieler auf dem auf der Schelde vor Anker liegenden Schiff untergebracht, jeweils zu dritt in kleinen, spartanisch ausgerüsteten Kabinen ohne elektrisches Licht oder Waschgelegenheit – „eine eklige, düstere Kammer, in die man nicht einmal Häftlinge sperrt“, urteilte der Chronist von De Sportkroniek – während die Funktionäre in luxuriösen Hotelzimmern nächtigen durften. Nachdem sich de Natris für die Spieler über die Unterkünfte beschwert hatte, meinte der Verband, sie mit einem Grammophon und einigen Schallplatten besänftigen zu können. De Natris und andere, darunter vornehmlich sein Sturmkollege Jaap Bulder, beschmierten darauf die Schallplatten mit Konfitüre und benutzen sie zum Steinehüpfen auf dem Fluss. Als nach dem verlorenen Halbfinale gegen den späteren Olympiasieger (und zu dieser Zeit Erzrivalen) Belgien sich auch noch mehrere Spieler in Antwerpens Kneipen heftig betranken und de Natris, Bulder und die Ergänzungsspieler Evert van Linge und Henk Tempel erst spät nachts auf die Hollandia zurückkehrten, griff der Verband durch und schloss diese vier vom Rest des Turniers aus. Erst als ihre Mannschaftskameraden mit Streik für das „kleine Finale“ drohte, durften die „Sünder“ wenigstens mit zum Match, wurden jedoch nicht eingesetzt. Ohne sie verlor das Team die zum Spiel um Platz zwei gewordene Begegnung gegen Spanien, gewann jedoch damit aufgrund der Disqualifikation der Tschechen und Slowaken trotzdem zum dritten Mal die Bronzemedaille.
Im November 1921 besiegte das Team im Stade Pershing die gastgebenden Franzosen mit 5:0, de Natris wurde anschließend als „Mann des Spiels“ auf den Schultern vom Platz getragen. Das nächste Match war am 26. März 1922 erneut eins der Nachbarschaftsderbys in und gegen Belgien. In diesem Spiel war von de Natris reinweg nichts zu sehen; er glänzte lediglich mit verbalen Ausfällen gegen seine Mitspieler, denen er die Schuld an der 0:4-Niederlage in die Schuhe schob. Die Auswahlkommission des KNVB gönnte ihm anschließend eine längere Pause. Von März 1922 bis März 1924 wurde de Natris nicht für die Nationalmannschaft berücksichtigt.
Rechtzeitig zu den Olympischen Spielen 1924 war de Natris wieder im Kader und Stammspieler in Frankreich. Im Achtelfinale verwandelte er beim 6:0-Sieg über Rumänien einen Strafstoß zum Endstand, nachdem Kees Pijl bereits vier Treffer erzielt hatte, traf jedoch im weiteren Turnierverlauf nicht mehr. Nach dem verlorenen Halbfinale – gegen Uruguay mit dem „schwarzen Wunder“ Andrade – war erneut Schweden Gegner der Niederländer. Die Auswahlkommission setzte im Spiel um Platz drei auf Spieler, die bis dahin nicht eingesetzt gewesen waren, darunter drei Debütanten; de Natris war beim 1:1-Unentschieden nur Zuschauer, kam jedoch zum Wiederholungsspiel ins Team zurück. Doch die erfahreneren Fußballer verloren dieses mit 1:3, so dass Oranje, nach zuvor drei Bronzemedaillen, bei seinem vierten olympischen Fußballturnier nur der „undankbare“ vierte Platz blieb.
Nach den Olympischen Spielen blieb de Natris noch etwas mehr als ein Jahr in der Nationalmannschaft aktiv. Sein letztes Länderspiel war sein einziges als Vitesse-Spieler. Am 25. Oktober 1925 ging es wie bei seinem Debüt fünfeinhalb Jahre zuvor wieder gegen Dänemark, diesmal mit einem 4:2-Sieg in Amsterdam. Insgesamt trat de Natris zu 23 Länderspielen an, in denen er fünf Tore erzielte.